# Tabanus prunicolor
Tabanus prunicolor är en tvåvingeart som beskrevs av Lutz 1912. Tabanus prunicolor ingår i släktet Tabanus och familjen bromsar. Inga underarter finns listade i Catalogue of Life.